# ANTI (računalni virus)
ANTI  je računalni virus koji zaražava aplikacije i datoteke koje nalikuju aplikacijama. Replicira se pod System Finderu 6. Ako korisnik koristi MultiFinder ili System 7, ANTI se ne može replicirati te će moći zaraziti samo jednu datoteku.
U svom kodu virus sadrži bug koji može oštetiti neke aplikacije te se problemi s njima ne mogu u cijelosti popraviti. 